# Anthems to the Welkin at Dusk
Anthems to the Welkin at Dusk este cel de-al doilea album de studio al formației Emperor. Este ultimul album cu Alver la chitară bas.

## Ye Entrancemperium
Pe acest album este inclusă melodia Ye Entrancemperium, una dintre cele mai cunoscute melodii ale formației. Secvența muzicală de la începutul melodiei a fost compusă de Euronymous. Singura înregistrare a acestei secvențe apare pe bootleg-ul Ha-Elm Zalag în cadrul unei melodii fără titlu a formației Mayhem. 

## Titlul și coperta
Titlul Anthems to the Welkin at Dusk se traduce prin Imnuri către firmament în amurg.
Coperta este o variantă modificată a unei gravuri realizată de artistul francez Gustave Doré pentru cartea Paradisul pierdut de John Milton. Pe coperta spate apare scris Emperor performs Sophisticated Black Metal Art exclusively.

## Recenzii și influențe
Anthems to the Welkin at Dusk este un album definitoriu pentru black metal, Allmusic afirmând că "Anthems to the Welkin at Dusk a consolidat reputația lui Emperor ca cea mai faimoasă formație black metal".
Revista Terrorizer a clasat Anthems to the Welkin at Dusk pe locul 4 în clasamentul "Cele mai bune 40 de albume black metal" și pe primul loc în clasamentul "Cele mai bune 30 de albume ale anului 1997". Aceeași revistă a inclus albumul în lista "Cele mai importante 100 de albume ale anilor '90".

## Lista pieselor
1. "Alsvartr (The Oath)" - 04:18
2. "Ye Entrancemperium" - 05:15
3. "Thus Spake The Nightspirit" - 04:30
4. "Ensorcelled By Khaos" - 06:39
5. "The Loss And Curse Of Reverence" - 06:10
6. "The Acclamation Of Bonds" - 05:54
7. "With Strength I Burn" - 08:17
8. "The Wanderer" - 02:55

## Personal
- Ihsahn - vocal, chitară, sintetizator
- Samoth - chitară
- Trym Torson - baterie
- Alver - chitară bas

## Clasament
| Țara     | Poziția |
| -------- | ------- |
| Finlanda | 28      |